# 李太銑
李太銑（?—?），湖南沣州人，清朝政治人物。举人出身。
乾隆40年（1775年），擔任清朝遵义府婺川縣知縣。后由倪萬笏接任。